# Johanna Christina von Hofsten
Christina Johanna Augusta von Hofsten, född 3 september 1832 på Valåsens herrgård i Karlskoga socken, Värmland, död 19 december 1913 på Kilagården i Västra Gerums socken, Västergötland, var en svensk barnboksförfattare och redaktör. Signatur: J. C.

## Biografi
Föräldrarna var brukspatronen Erland von Hofsten och Johanna Fredrika Nordenfeldt. von Hofsten hade fyra syskon och förblev ogift. Hon var sondotter till Bengt von Hofsten.
Hon debuterade 1869 med boken Familjen Stark och skrev sedan ett stort antal barn- och ungdomsböcker. Åren 1888–1895 var hon redaktör för kalendern Lekkamraten och 1888 även för kalendern Arla. Hon medverkade i antologier, kalendrar och tidskrifter. Ett flertal av hennes berättelser översattes till danska, norska och tyska. 

### Samlade upplagor och urval
- Samlade noveller. 1-2. Stockholm: Norman. 1877-1878. Libris 2140668

### Redaktörskap
- Gåtor och charader för barn. Stockholm: Beijer. 1888. Libris 1622952
- Arla: illustrerad barnkalender : innehållande dels originalberättelser, dels öfversättningar och bearbetningar efter Lev Tolstoj, Julius Stinde, m.fl.. Stockholm: Oscar L. Lamms. 1888. Libris 10633370
- Lekkamraten: en julbok för barn. Stockholm. 1888-1895. Libris 2157524
- Noaks ark. Stockholm: Chelius. 1890. Libris 1625125